# 薩馬爾區
萨马尔区（羅馬化：Samarivskyi raion；2024年9月前名为新莫斯科夫斯克區）是烏克蘭第聶伯羅彼得羅夫斯克州的一個區，位於該國中部，行政中心設於萨马尔，面積为3,482.9平方公里，人口数量为169,275人（2021年估计）。

## 历史
2020年7月18日作为乌克兰行政区划改革的一部分，第聶伯羅彼得羅夫斯克州的区份数量减至7个，該區的面积显著增加。原馬赫達利尼夫卡區和州辖市新莫斯科斯克合并至該區。改革前該區的面积为1,997平方公里，2020年人口数量为71,613人。
2024年9月19日，乌克兰最高拉达将该区的名字改为萨马尔区。

## 行政區劃
該區下劃分為8個市鎮：
- 新莫斯科夫斯克市鎮（烏克蘭語：Новомосковська міська громада） (市級，行政中心：萨马尔)
- 佩雷謝皮內市鎮（烏克蘭語：Перещепинська міська громада） (市級，行政中心：佩雷謝皮內)
- 胡比尼哈市鎮（烏克蘭語：Губиниська селищна громада） (鎮級，行政中心：胡比尼哈)
- 馬赫達利尼夫卡市鎮（烏克蘭語：Магдалинівська селищна громада） (鎮級，行政中心：馬赫達利尼夫卡)
- 切爾卡斯凱市鎮（烏克蘭語：Черкаська селищна громада (Дніпропетровська область)） (鎮級，行政中心：切爾卡斯凱)
- 皮尚卡市鎮（烏克蘭語：Піщанська сільська громада (Дніпропетровська область)） (乡級，行政中心：皮尚卡)
- 雷奇科韋市鎮（烏克蘭語：Личківська сільська громада） (乡級，行政中心：雷奇科韋（烏克蘭語：Личкове）)
- 切爾內奇納市鎮（烏克蘭語：Чернеччинська сільська громада (Дніпропетровська область)） (乡級，行政中心：切爾內奇納)

## 備註
1. ↑  烏克蘭語：，羅馬化：Novomoskovskyi raion